# Рейдери (кораблі)
Рейдер (англ. raider) — спеціально побудований військовий корабель або озброєне та переобладнане торгове судно, що веде бойові дії (операції) на морських комунікаціях (морських шляхах), знищуючи (захоплюючи) транспортні судна супротивника. Рейдери переважно діяли самостійно або невеликими групами.

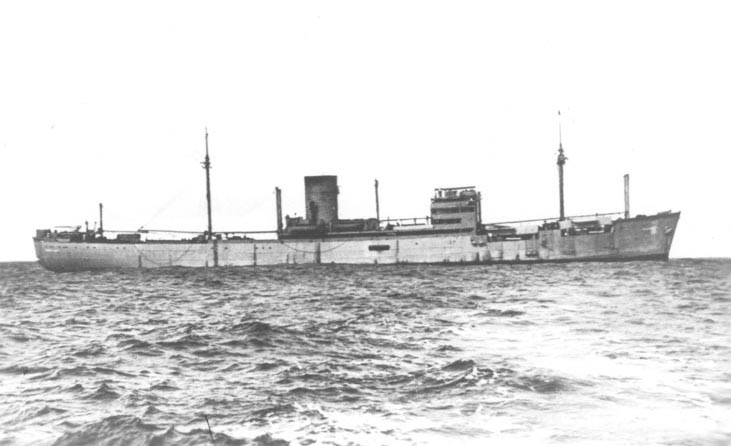
Німецький рейдер «Атлантіс», який потопив 22 судна під час Другої світової війни

Зазвичай рейдери використовувались слабшою стороною у морській війні. Це зокрема Франція під час Наполеонівських війн, Конфедерація під час Громадянської війни у США, Німеччина в обох Світових війнах. Використання надводних кораблів як рейдерів припинилося в ході Другої світової через їхню вразливість від авіації.